# Dadat
Dadat (arab. دادات) – wieś w Syrii, w muhafazie Aleppo, w dystrykcie Manbidż. W 2004 roku liczyła 1168 mieszkańców.